# Туэни, Найла
На́йла Туэ́ни (корректно: Туэни; араб. نايلة تويني‎; род. 31 августа 1982, Ашрафия) — ливанский журналист и политический деятель. Главный редактор ежедневной газеты «Ан-Нахар» с 2011 года, президент и генеральный директор (CEO) медиагруппы, издающей газету. В прошлом — депутат парламента Ливана (2009—2018).

## Биография
Родилась в Ашрафии 31 августа 1982 года в семье, принадлежащей к известному ливанскому православному клану сирийского происхождения. Дочь журналиста Джебрана Туэни (1957—2005) и Мирны Мурр. Дедом по материнской линии был политик Мишель Мурр (1931—2021), а дядей — политик Элиа Мурр (род. 1960), бывший вице-премьер и министр обороны Ливана (2005—2011).
Окончила престижный Колледж Луизы Вегманн в Бейруте, а затем — католический Колледж Назаретской Богоматери (Collège Notre Dame de Nazareth, NDN) в Ашрафии. В 2005 году окончила государственный Ливанский университет, получила степень бакалавра журналистики. Получила степень магистра на факультете Жана Монне Университета Париж-Сакле.
В 2003 году начала работать автором в ежедневной газете «Ан-Нахар». Найла Туэни — журналист в четвёртом поколении. Её прадед по отцовской линии, журналист Джебран Андраос Туэни (1890—1948) основал газету «Ан-Нахар». Первый номер вышел 4 августа 1933 года на четырёх страницах. Первоначально в газете было пять сотрудников, включая Джебрана Туэни, а тираж составлял 500 экземпляров. В 1948 году, в возрасте 22 лет главным редактором газеты стал его сын Гассан Туэни (1926—2012), женой которого была поэтесса Надя Туэни (урождённая Хамадех, 1935—1983). Братом Нади Туэни является политик Марван Хамадех (род. 1939). В 1999 году, после ухода Гассана Туэни на пенсию главным редактором газеты стал его сын Джебран Туэни.
После вывода сирийских войск из Ливана, по результатам парламентских выборов 29 мая 2005 года Джебран Туэни был избран депутатом от антисирийской Коалиции 14 марта. 2 июня в результате взрыва заминированного автомобиля убит журналист Самир Кассир, который работал в газете «Ан-Нахар». 25 сентября в результате взрыва заминированного автомобиля совершено покушение на тележурналистку Мэй Чидиак, которая была тяжело ранена. 12 декабря 2005 года Джебран Туэни убит в результате теракта в Бейруте в результате взрыва заминированного автомобиля. Вину за теракт возложили на Сирию, хотя официально никто не взял на себя ответственность.
После смерти сына в парламент успешно баллотировался Гассан Туэни, который занял место сына в 2006 году. В 2006 году Гассан Туэни был номинирован на Премию «За свободу мысли» имени Сахарова, учреждённую Европейским парламентом. В 2008 году Гассан Туэни был среди политиков, подписавших примирительное соглашение, положившее конец вооружённым столкновениям шиитов и суннитов в Триполи.
Как христианский политик Найла Туэни выступала против «Хезболлы» и пользовалась поддержкой Ливанских сил и партии «Катаиб», однако является сторонницей принципа секуляризма. По результатам парламентских выборов 2009 года избрана в парламент в округе Бейрут. Исполняла обязанности до следующих выборов, которые состоялись лишь в 2018 году.
После смерти сына главным редактором «Ан-Нахар» снова стал Гассан Туэни. В 2011 году главным редактором стала его внучка Найла Туэни. В настоящее время газета «Ан-Нахар» является ведущей независимой политической либеральной газетой Ливана с тиражом 40 тысяч экземпляров.
В 2020 году получила Премию арабской журналистики (с 2021 года — Премия арабских СМИ), вручаемую Дубайским пресс-клубом, основанным шейхом Мохаммедом ибн Рашидом.
С декабря 2022 года ведёт авторский канал под названием Podcast With Nayla на YouTube, в котором берёт интервью у известных личностей.

## Личная жизнь
Вышла замуж за телеведущего Малека Мактаби (род. 1981), который является мусульманином-шиитом. Церемония состоялась на Кипре, потому что законодательство Ливана допускает гражданский брак только в том случае, если он был заключен не на территории Ливана. Брак вызвал неодобрение из-за межконфессиональной напряженности в Ливане. В апреле 2010 года родила сына Джебрана, в 2013 году — второго сына Шарифа, в 2015 году — дочь Нур.